# Сан-Мельчор-Бетаса
Сан-Мельчор-Бетаса (ісп. San Melchor Betaza) — селище в мексиканському штаті Оахака. Входить до складу району Вілья-Альта (Північна Сьєрра).

## Географія
Сан-Мельчор-Бетаса розташований у центрі Оахаки, в горах Сьєрра-Мадре-де-Оахака.

### Клімат
Містечко знаходиться у зоні, котра характеризується океанічним кліматом субтропічних нагір'їв. Найтепліший місяць — травень із середньою температурою 18.7 °C (65.7 °F). Найхолодніший місяць — січень, із середньою температурою 14.4 °С (57.9 °F).
| Клімат Сан-Мельчор-Бетаси | Клімат Сан-Мельчор-Бетаси | Клімат Сан-Мельчор-Бетаси | Клімат Сан-Мельчор-Бетаси | Клімат Сан-Мельчор-Бетаси | Клімат Сан-Мельчор-Бетаси | Клімат Сан-Мельчор-Бетаси | Клімат Сан-Мельчор-Бетаси | Клімат Сан-Мельчор-Бетаси | Клімат Сан-Мельчор-Бетаси | Клімат Сан-Мельчор-Бетаси | Клімат Сан-Мельчор-Бетаси | Клімат Сан-Мельчор-Бетаси | Клімат Сан-Мельчор-Бетаси |
| Показник                  | Січ.                      | Лют.                      | Бер.                      | Квіт.                     | Трав.                     | Черв.                     | Лип.                      | Серп.                     | Вер.                      | Жовт.                     | Лист.                     | Груд.                     | Рік                       |
| Абсолютний максимум, °C   | 28                        | 30,5                      | 32                        | 33,5                      | 35                        | 32                        | 32                        | 29                        | 29                        | 29                        | 30                        | 28                        | 35                        |
| Середній максимум, °C     | 19,6                      | 20,9                      | 23,1                      | 24,3                      | 24,4                      | 22,4                      | 21,3                      | 21,4                      | 21,2                      | 21,1                      | 19,7                      | 19,5                      | 21,6                      |
| Середня температура, °C   | 14,4                      | 15,2                      | 17,3                      | 18,2                      | 18,7                      | 17,6                      | 16,8                      | 16,8                      | 16,7                      | 16,4                      | 14,7                      | 14,5                      | 16,4                      |
| Середній мінімум, °C      | 9,2                       | 9,4                       | 11,4                      | 12,1                      | 13                        | 12,9                      | 12,3                      | 12,3                      | 12,2                      | 11,7                      | 9,7                       | 9,4                       | 11,3                      |
| Абсолютний мінімум, °C    | 1,5                       | 1                         | 3                         | 3                         | 8                         | 8,5                       | 8                         | 8                         | 1                         | 5                         | 3                         | 1                         | 1                         |
| Норма опадів, мм          | 94                        | 54                        | 56                        | 76                        | 161                       | 485                       | 536                       | 568                       | 496                       | 304                       | 199                       | 124                       | 3153                      |
| Днів з дощем              | 12,8                      | 9                         | 7,9                       | 8,2                       | 11,6                      | 22,5                      | 25,9                      | 25,9                      | 24,7                      | 19,4                      | 15,6                      | 13,5                      | 197                       |
| ------------------------- | ------------------------- | ------------------------- | ------------------------- | ------------------------- | ------------------------- | ------------------------- | ------------------------- | ------------------------- | ------------------------- | ------------------------- | ------------------------- | ------------------------- | ------------------------- |
| Джерело: Weatherbase      |                           |                           |                           |                           |                           |                           |                           |                           |                           |                           |                           |                           |                           |